# Zouk
O zouk (pronuncia-se "zulke"), é um ritmo originário de Guadalupe e Martinica. 
O criador do zouk foi o grupo Kassav', que misturou o calipso, um estilo musical afro-caribenho, e a makossa, um estilo musical originário das regiões urbanas do Camarões, ganhando o nome de zouk na Europa, em 1985, através da música "zouk la se sel médicaman nou ni", que nomeou  o estilo com o nome zouk. É de notar que zouk não era o nome do estilo musical: de fato, os Kassa nunca tinham atribuído esse nome ao estilo que desenvolveram, significando zouk, em Crioulo Antilhano, "festa". Por outras palavras, o nome da música em português é "A festa é o único medicamento que temos". Como na França pouca gente entendia o Crioulo, e o nome que sobressaía do título era zouk, o estilo passou a ser conhecido, então, por Zouk. Já no Brasil o zouk chegou no final dos anos de 1990 com muita influência da lambada, mas rapidamente ganhou adeptos e pequenas adaptações aos movimentos.